# 防府市立華浦小学校
防府市立華浦小学校（ほうふしりつ かほしょうがっこう）は、山口県防府市華浦にある公立小学校。
山口県郷学の祖とも称される、1686年に河野養哲が創立した ｢越氏塾｣に源を発した、330年以上の歴史を有する学校である。国の公式見解では、1868年創立の新潟県小千谷市立小千谷小学校を日本最古としているが、藩校・寺子屋・私塾などを起源・前身とする学校を含めた場合はこの限りではなく、当校は1636年に盛岡藩の藩校『稽古所』として創立された岩手県盛岡市立仁王小学校に次いで日本で2番目に古い小学校となる。
学童保育を行う防府市留守家庭児童学級を併設している。第一と第二があり、40名程度。同市内では、この名称が使われている。

## 沿革
- 1686年 - 河野養哲により越氏塾として創立
- 1864年 - 三田尻越氏塾を三田尻講習堂と改称
- 1872年 - 佐波第一小学校として発足
- 1875年 - 華浦小学校と改称
- 1941年 - 華浦国民学校と改称
- 1947年 - 防府市立華浦小学校と改称
- 1951年 - 防府市立新田小学校を分離
- 1958年 - 防府市立勝間小学校を分離

## 周辺
- 華浦医学校跡。
- 防府天満宮
- 周防国分寺
- 野村望東尼の墓　野村望東尼終焉の地
- 三田尻御茶屋 英雲荘
- 楫取素彦・楫取美和子の墓　（大楽寺南墓地）
- 夏目雅子の墓（大楽寺）
- 三田尻御舟倉跡
- 鞠生幼稚園
- 桑山　塔ノ尾古墳　 （1785年長州藩主の納涼亭造営工事で発見)
- 桑山 宮内庁治定陵墓 来目皇子殯斂地（くめのみこひんれんち）
- 桑山　護国神社　山田顕義揮毫の招魂碑
- 鋳物師大師塚古墳
- 車塚古墳
- 厳島神社 - これは防府市防府市華浦２丁目にあるもの。広島県の宮島にあるものとは別。防府市には、まだ向島と田島にも厳島神社がある。

## 著名な出身者
- 立石優華（バレーボール選手：KUROBEアクアフェアリーズ）